# يوشيكي فوجيموتو
يوشيكي فوجيموتو (باليابانية: 藤本 佳希) (مواليد 3 فبراير 1994)، هو لاعب كرة قدم ياباني سابق كان يلعب كمهاجم.

## وصلات خارجية
- يوشيكي فوجيموتو على موقع رابطة كرة القدم اليابانية للمحترفين (اليابانية)
- يوشيكي فوجيموتو على موقع قاعدة بيانات كرة القدم.إي يو (الإنجليزية)
- يوشيكي فوجيموتو على موقع Soccerway.com (الإنجليزية)
- يوشيكي فوجيموتو على موقع عالم كرة القدم.نت (الإنجليزية)